# Josip Vidmar
Josip Vidmar (Ljubljana, 14 d'octubre de 1895 - 11 d'abril de 1992) va ser un notable crític literari, assagista i polític eslovè. De 1944 a 1946 va ser president del Comitè d'Alliberament Nacional Eslovè, el parlament eslovè temporal. De 1952 a 1976 va ser president de l'Acadèmia Eslovena de Ciències i Arts, i de 1950 a 1964 en va ser el cap de l'Institut de Literatura.

## Biografia
Vidmar va néixer a Ljubljana, en el si d'una família progressista de classe mitjana. Josip tenia un germà gran, Milan Vidmar, un notable enginyer, jugador d'escacs i escriptor. La seva germana Meta Vidmar va estudiar amb la coreògrafa Mary Wigman a Dresden i en tornar a Ljubljana el 1930 va establir-hi la primera escola de dansa moderna a Eslovènia.
En l'època en què a l'antic litoral austrohongarès, que havia estat cedit pel Regne Unit a Itàlia, gran part dels eslovens estaven sotmesos a una violenta italianització, Vidmar també es va oposar als intents serbis de iugoslavització dels eslovens que vivien al Regne de Iugoslàvia (1918-1941). Va assolir protagonisme amb els seus assaigs crítics sobre literatura i política, inclòs el seu assaig de 1932 Kulturni problem slovenstva.
Durant l'ocupació feixista italiana del territori eslovè (més tard annexat a Itàlia com a província de Ljubljana), el Front Antiimperialista (més tard reanomenat com a Front d'Alliberament del Poble Eslovè) es va fundar a la casa de Vidmar a Rožna Dolina el 26 d'abril de 1941. En l'actualitat hi ha un monument commemoratiu davant de la casa. Vidmar va exercir com a president formal de l'organització antifeixista fins al final de la Segona Guerra Mundial.
Vidmar va ser president de la Cambra Federal Iugoslava dels Pobles (més tard Cambra de Repúbliques i Províncies). Va ser amic íntim de l'escriptor croat Miroslav Krleža. Va tenir molta influència a Eslovènia des de mitjans dels anys 1950 fins a mitjans dels 1970 en les polítiques culturals del règim titista.
Vidmar va traduir obres del rus, francès, italià, alemany, txec, croat i serbi a l'eslovè, sobretot obres de teatre de dramaturgs com Aleksey Arbúzov, Nikolai Gógol, Aleksandr Griboiédevv, Miroslav Krleža, Molière, Branislav Nušić, Aleksandr Puixkin, Aleksey Tolstoi i altres autors.